# Kaspar Stanggassinger
Kaspar Stanggassinger (ur. 12 stycznia 1871 w Berchtesgaden (Bawaria), zm. 26 września 1899) w Gars, Bawaria – niemiecki kapłan, redemptorysta, błogosławiony Kościoła katolickiego.
Wstąpił do Zgromadzenia Redemptorystów, a także był wychowawcą młodzieży. Sławę przyniosła mu „cicha służba”. Wszystko, co czynił, przeniknięte było żywą wiarą.

Zmarł mając 28 lat w opinii świętości. Beatyfikowany 24 kwietnia 1988 przez Jana Pawła II.